# Логика првог реда
Логика првог реда или предикативни рачун првог реда је формални систем који се користи у математици, филозофији, лингвистици и рачунарству. Овде ћемо изложити само основни и најформалнији део нужан као потпора чланцима теорије скупова.

## Логика првог реда
Логика првог реда или предикатска логика првог реда се базира на:
- објектима,
- својствима (унарним предикатима над објектима),
- релацијама (н-арним предикатима над објектима),
- функцијама (пресликавањима објеката на објекте).

### Синтакса логике првог реда
```
Исказ → ПростИсказ
       |Исказ Свеза Исказ

       |Квантификатор Променљива Исказ

       |¬ Реченица

       |(Реченица)

ПростИсказ → Предикат(Објект, Објект, ...)
       | Објект = Објект

Објект = Функција(Објект, Објект, ...)
       | Константа

       | Променљива

Свеза → 

  

    

      

        
∨

        

          
|

        

        
∧

        

          
|

        

        
⇒

        

          
|

        

        
⇔

      

    

    
{\displaystyle \lor |\land |\Rightarrow |\Leftrightarrow }

  

Квантификатор → 

  

    

      

        
∃

        

          
|

        

        
∀

      

    

    
{\displaystyle \exists |\forall }

  

Константа → <tekst> тј. "A" | "1" | "а"  
Променљива → x | y | z |...

Предикат → otac| brat| poseduje| ...

Функција →  saberi| predji|...
```

Објекти су:

константе: <текст>, тј. 0, 1, "a", "ababa"

имена функција: {\displaystyle \operatorname {otac} ,\operatorname {brat} ,\operatorname {predji} ,\operatorname {saberi} ,...} tj. {\displaystyle \operatorname {predji} (a,b,...),\operatorname {predji} (a),\operatorname {saberi} (0),\operatorname {saberi} (0,1),...}

Исказ је предикат над једним или више објеката. Предикат је неко својство или релација међу објектима који може бити истинит или лажан.
 У горњим примерима {\displaystyle \operatorname {otac} (sin,kci,...)} значи да {\displaystyle sin,kci,...} имају заједничког оца, {\displaystyle \operatorname {brat} (brat,brat,...)} да су {\displaystyle brat,brat,...} браћа.
 
ПростИсказ је предикат примењен на објекте. Нпр. 

```

  

    

      

        
poseduje

        
⁡

        
(

        
P

        
e

        
r

        
o

        
,

        
a

        
u

        
t

        
o

        
)

      

    

    
{\displaystyle \operatorname {poseduje} (Pero,auto)}

  

 тј. Перо поседује ауто, 

  

    

      

        
brat

        
⁡

        
(

        
M

        
u

        
j

        
o

        
,

        
S

        
u

        
l

        
j

        
o

        
)

      

    

    
{\displaystyle \operatorname {brat} (Mujo,Suljo)}

  

 тј, Мујо и Суљо су браћа.
```

Семантика Исказа и ПростогИсказа је истина или лаж.

Свезе се користе при конструкцији (сложених) Исказа

```

  

    

      

        
brat

        
⁡

        
(

        
M

        
u

        
j

        
o

        
,

        
S

        
u

        
l

        
j

        
o

        
)

        
∧

        
poseduje

        
⁡

        
(

        
M

        
u

        
j

        
o

        
,

        
a

        
u

        
t

        
o

        
)

        
∧

        
¬

        
poseduje

        
⁡

        
(

        
S

        
u

        
l

        
j

        
o

        
,

        
a

        
u

        
t

        
o

        
)

      

    

    
{\displaystyle \operatorname {brat} (Mujo,Suljo)\land \operatorname {poseduje} (Mujo,auto)\land \neg \operatorname {poseduje} (Suljo,auto)}

  

 тј. Мујо и Суљо су браћа, Мујо има ауто а  Суљо нема.
```

### Квантификатори
Користе се ако се Исказ односи на колекцију објеката како би се избегло бројање објеката
- Универзални квантификаторr: {\displaystyle \forall x}

Исказ је истинит за све вредности променљиве  x.
```

  

    

      

        
∀

        
x

        
pas

        
⁡

        
(

        
x

        
)

        
⇒

        
sisar

        
⁡

        
(

        
x

        
)

      

    

    
{\displaystyle \forall x\operatorname {pas} (x)\Rightarrow \operatorname {sisar} (x)}

  

 Сви пси су сисари
```

- Егзистенцијални квантификатор: {\displaystyle \exists x}

Исказ је истинит за бар једну вредност променљиве  x.
```

  

    

      

        
∃

        
x

        
(

        
macka

        
⁡

        
(

        
x

        
)

        
∧

        
boja

        
⁡

        
(

        
x

        
,

        
c

        
r

        
n

        
a

        
)

        
∧

        
poseduje

        
⁡

        
(

        
M

        
a

        
r

        
i

        
j

        
a

        
,

        
x

        
)

        
)

      

    

    
{\displaystyle \exists x(\operatorname {macka} (x)\land \operatorname {boja} (x,crna)\land \operatorname {poseduje} (Marija,x))}

  

 Марија има (бар једну) мачку црне боје

  

    

      

        
∃

        
x

        
(

        
∀

        
y

        
pas

        
⁡

        
(

        
y

        
)

        
⇒

        
voli

        
⁡

        
(

        
x

        
,

        
y

        
)

        
)

        
∧

        
(

        
∀

        
z

        
macka

        
⁡

        
(

        
z

        
)

        
⇒

        
mrzi

        
⁡

        
(

        
x

        
,

        
z

        
)

        
)

      

    

    
{\displaystyle \exists x(\forall y\operatorname {pas} (y)\Rightarrow \operatorname {voli} (x,y))\land (\forall z\operatorname {macka} (z)\Rightarrow \operatorname {mrzi} (x,z))}

  

 На овом свету постоји бар једна особа која воли псе и мрзи мачке
```

### Употреба квантификатора
- Универзални квантификатор се користи импликативно

```

  

    

      

        
∀

        
x

        
covek

        
⁡

        
(

        
x

        
)

        
∧

        
sisar

        
⁡

        
(

        
x

        
)

      

    

    
{\displaystyle \forall x\operatorname {covek} (x)\land \operatorname {sisar} (x)}

  

 Све на овом свету је човек и сисар
```

- Егзистенцијални квантификатор се користи везивно:

```

  

    

      

        
∃

        
x

        
poseduje

        
⁡

        
(

        
J

        
o

        
v

        
a

        
n

        
,

        
x

        
)

        
⇒

        
pas

        
⁡

        
(

        
x

        
)

      

    

    
{\displaystyle \exists x\operatorname {poseduje} (Jovan,x)\Rightarrow \operatorname {pas} (x)}

  

 На овом свету има нешто што Јован не поседује или постоји на овом свету пас
```

### Угнеждени квантификатори
- Поредак квантификатора истог типа у исказу је неважан

```

  

    

      

        
∀

        
x

        
∀

        
y

        
(

        
roditelj

        
⁡

        
(

        
x

        
,

        
y

        
)

        
∧

        
musko

        
⁡

        
(

        
y

        
)

        
⇒

        
sin

        
⁡

        
(

        
y

        
,

        
x

        
)

        
)

      

    

    
{\displaystyle \forall x\forall y(\operatorname {roditelj} (x,y)\land \operatorname {musko} (y)\Rightarrow \operatorname {sin} (y,x))}

  

  

    

      

        
∃

        
x

        
∃

        
y

        
(

        
voli

        
⁡

        
(

        
x

        
,

        
y

        
)

        
∧

        
voli

        
⁡

        
(

        
y

        
,

        
x

        
)

        
)

      

    

    
{\displaystyle \exists x\exists y(\operatorname {voli} (x,y)\land \operatorname {voli} (y,x))}

  

```

- Поредак квантификатора различитог типа у исказу је неважан

```

  

    

      

        
∀

        
x

        
∃

        
y

        
(

        
voli

        
⁡

        
(

        
x

        
,

        
y

        
)

        
)

      

    

    
{\displaystyle \forall x\exists y(\operatorname {voli} (x,y))}

  

 Свако воли некога, тј. свако има неког кога воли

  

    

      

        
∃

        
y

        
∀

        
x

        
(

        
voli

        
⁡

        
(

        
x

        
,

        
y

        
)

        
)

      

    

    
{\displaystyle \exists y\forall x(\operatorname {voli} (x,y))}

  

 Постоји на овом свету неко кога свако воли
```

### Подручје или зона важења променљиве
- Подручје или зона важења променљиве је исказ на који је квантификатор применљив.
- Променљива у логичком изразу се везује за најближи квантифиватор унутар исказа у коме се појављује

```

  

    

      

        
∃

        
x

        
(

        
pas

        
⁡

        
(

        
x

        
)

        
∧

        
∀

        
x

        
(

        
zut

        
⁡

        
(

        
x

        
)

        
)

        
)

      

    

    
{\displaystyle \exists x(\operatorname {pas} (x)\land \forall x(\operatorname {zut} (x)))}

  

 Пси постоје и сви су жути. 

  

    

      

        
x

      

    

    
{\displaystyle x}

  

 у 

  

    

      

        
z

        
u

        
t

        
(

        
x

        
)

      

    

    
{\displaystyle zut(x)}

  

 је универзално квантифициран.
```

- У добро написаној формули све променљиве морају бити квантификоване:

```

  

    

      

        
∃

        
x

        
P

        
(

        
y

        
)

      

    

    
{\displaystyle \exists xP(y)}

  

 Ова формула није добро написана
```

### Логичка веза међу квантификаторима
- Логичка веза међу универзалним и егзистенцијалним квантификатором:

{\displaystyle \forall x\neg \operatorname {voli} (x,bandit)\Leftrightarrow \neg \exists x\operatorname {voli} (x,bandit)}

{\displaystyle \forall x\operatorname {voli} (x,bog)\Leftrightarrow \neg \exists x\neg \operatorname {voli} (x,bog)}
- Општеважећи идентитети:

{\displaystyle \forall x\neg P\Leftrightarrow \neg \exists xP}

{\displaystyle \neg \forall xP\Leftrightarrow \exists x\neg P}

{\displaystyle \forall xP\Leftrightarrow \neg \exists x\neg P}

{\displaystyle \exists xP\Leftrightarrow \neg \forall x\neg P}

{\displaystyle \forall xP(x)\land Q(x)\Leftrightarrow \forall xP(x)\land \forall xQ(x)}

{\displaystyle \exists xP(x)\lor Q(x)\Leftrightarrow \exists xP(x)\lor \exists xQ(x)}

### Једнакост
- Једнакост се укључује као примитивни логички предикат.
- Примери:

```

  

    

      

        
∃

        
x

        
∃

        
y

        
(

        
poseduje

        
⁡

        
(

        
J

        
o

        
v

        
a

        
n

        
,

        
x

        
)

        
∧

        
pas

        
⁡

        
(

        
x

        
)

        
∧

        
poseduje

        
⁡

        
(

        
J

        
o

        
v

        
a

        
n

        
,

        
y

        
)

        
∧

        
pas

        
⁡

        
(

        
y

        
)

        
∧

        
¬

        
(

        
x

        
=

        
y

        
)

        
)

      

    

    
{\displaystyle \exists x\exists y(\operatorname {poseduje} (Jovan,x)\land \operatorname {pas} (x)\land \operatorname {poseduje} (Jovan,y)\land \operatorname {pas} (y)\land \neg (x=y))}

  

Јован има два пса. Једнакост се користи овде да се обезбеди да су 

  

    

      

        
x

      

    

    
{\displaystyle x}

  

 и 

  

    

      

        
y

      

    

    
{\displaystyle y}

  

 различити, тј. да се искључи интерпретација да 

  

    

      

        
x

      

    

    
{\displaystyle x}

  

 и 

  

    

      

        
y

      

    

    
{\displaystyle y}

  

 могу бити исти пас

  

    

      

        
∀

        
x

        
∃

        
y

        
sinOtac

        
⁡

        
(

        
x

        
,

        
y

        
)

        
∧

        
∀

        
z

        
(

        
sinOtac

        
⁡

        
(

        
x

        
,

        
z

        
)

        
⇒

        
y

        
=

        
z

        
)

      

    

    
{\displaystyle \forall x\exists y\operatorname {sinOtac} (x,y)\land \forall z(\operatorname {sinOtac} (x,z)\Rightarrow y=z)}

  

 
Сваки син има оца. Друга свеза 

  

    

      

        
∀

        
z

        
(

        
sinOtac

        
⁡

        
(

        
x

        
,

        
z

        
)

        
⇒

        
y

        
=

        
z

        
)

      

    

    
{\displaystyle \forall z(\operatorname {sinOtac} (x,z)\Rightarrow y=z)}

  

 обезбеђује да сваки син има једног оца.
```

## Логике вишег реда
- У логици првог реда квантификатори су применљиви само на објекте.
- У логици другог реда квантификатори су применљиви само на предикате и функције:

```

  

    

      

        
∀

        
x

        
∀

        
y

        
[

        
(

        
x

        
=

        
y

        
)

        
⇔

        
(

        
∀

        
p

        
⁡

        
p

        
⁡

        
(

        
x

        
)

        
⇔

        
p

        
⁡

        
(

        
y

        
)

        
)

        
]

      

    

    
{\displaystyle \forall x\forall y[(x=y)\Leftrightarrow (\forall \operatorname {p} \operatorname {p} (x)\Leftrightarrow \operatorname {p} (y))]}

  

 Два објекта су једнака 
ако и само ако
 имају иста својства.
```

```

  

    

      

        
∀

        
f

        
⁡

        
∀

        
g

        
⁡

        
[

        
(

        
f

        
=

        
g

        
)

        
⇔

        
(

        
∀

        
x

        
f

        
⁡

        
(

        
x

        
)

        
=

        
g

        
⁡

        
(

        
x

        
)

        
)

        
]

      

    

    
{\displaystyle \forall \operatorname {f} \forall \operatorname {g} [(\operatorname {f} =\operatorname {g} )\Leftrightarrow (\forall x\operatorname {f} (x)=\operatorname {g} (x))]}

  

 Две функције су једнаке ако и само ако имају исте вредности за све могуће аргументе.
```

- Логика трећег реда допушта квантификацију предиката, итд.

На пример, предикат другог реда {\displaystyle p} може бити {\displaystyle \operatorname {refleksivan} (p)} тј. бинарни предикат {\displaystyle p} је релација рефлексивности.